# Organismo xerofilo
Un organismo xerofilo (dal greco "xēros", secco, e "philos", amante) è un organismo estremofilo che può crescere e riprodursi in condizioni di bassa presenza d'acqua (attività dell'acqua). L'attività dell'acqua (aw) è misurabile come l'umidità presente su una sostanza in relazione all'umidità presente sulla superficie dell'acqua pura (Aw=1.0). Gli organismi xerofili sono a loro volta xerotolleranti: possono normalmente resistere a condizioni ambientali con attività dell'acqua inferiore a 0,8 (valore normalmente inferiore alla media terrestre); questa capacità è utile per crescere in ambienti come suoli deserti.
Normalmente gli organismi xerofili sono soliti essere anche osmotolleranti, ovvero resistono a grandi concentrazioni interne di soluti. Un esempio sono gli organismi alofili capaci di crescere in presenza di grandi quantità di sale.
Un esempio di microorganismo xerofilo è Trichosporonoides nigrescens.
Le piante xerofile si chiamano xerofite.